# Libanese Nationale Beweging
De Libanese Nationale Beweging (Arabisch: الحركة الوطنية اللبنانية ) was een verbond van diverse partijen en bewegingen dat vooral in het begin van de Libanese burgeroorlog actief was.
De beweging werd geleid door Kamal Jumblatt, hoofd van de Druzische Jumblatt-familie.

## Politieke richting
De Libanese Nationale Beweging was een van de twee belangrijke machten in het begin van de burgeroorlog. - De andere was het overwegend christelijk Libanees Front -
De beweging was een zelfverklaarde "democratische, vooruitstrevende en niet-confessioneel" front. De deelnemers waren in hoofdzaak links georiënteerd en geseculariseerd, maar de PSP van Dschumblatt en enkele soennitische zijn daarvan afwijkend. 
Haar doelstellingen waren: over de godsdienstonderscheiden heen, politieke en sociale hervormingen doorvoeren en een "Arabisch Libanon" nastreven, met ondersteuning van de Palestijnse zaak en de eis tot aftreden van president Suleiman Frangieh.
Bij aanvang van de vijandelijkheden werd binnen de beweging een executieve opgericht: de centrale politieke raad.

## Deelnemers en milities
Onder de deelnemende bewegingen vinden we de Libanese Communistische Partij (LCP), de Communistische Aktie-organisatie (CAO), de Progressieve Socialistische Partij (PSP), de Syrische Sociale Nationalistische Partij (SSNP), beide Libanese Ba'ath-partijen (een pro-Syrische, en een proIraakse), de Murabitun-militie, de (sjiitische) Amal-beweging en groepen Nasseristen
In 1975 beschikten de milities van de beweging over samen ongeveer 25000 strijders. De voornaamsten waren: PSP (5000 man), LCP (5000 man), SSNP (4000 man), pro-Iraakse Ba'ath (3000 man), pro-Syrische Ba'th (3000 man), Murabitun-militie (3000 man)
Bij de aanvang van de Israëlisch-Libanese Oorlog van 1982, werd de beweging ontbonden en vervangen door het Libanees Nationaal Weerstandsfront (LNRF).